# Йорн Боровскі
Йорн Боровскі (нім. Jörn Borowski, 15 січня 1959) — східнонімецький яхтсмен.
Срібний призер Олімпійських Ігор 1980 року в класі 470.